# Camp d'Aida
Camp d'Aida, també 'Ayda (àrab: مخيم عايده, muẖayyam ʿĀyda) és un camp de refugiats palestí de la governació de Betlem, a Cisjordània, situada a dos quilòmetres al nord del centre històric de Betlem i un al nord de Beit Jala. Segons l'Oficina Central Palestina d'Estadístiques tenia 3.311 habitants el 2016. Segons l'UNRWA, el campament tenia una població d'aproximadament 5.498 refugiats a la fi de 2014.

## Història
Rep el nom d'un famós cafè (maqha) ubicat al lloc a la dècada dels anys 1940. Fou establert el 1950 per a refugiats de les àrees de Jerusalem i Hebron, i cobreix una àrea de 66 dúnams (0.17 km²). Actualment, allotja 1,125 refugiats que viuen en 94 tendes.

Mural del Guernica i Palestine al camp d'Aida camp, Betlem, Palestina

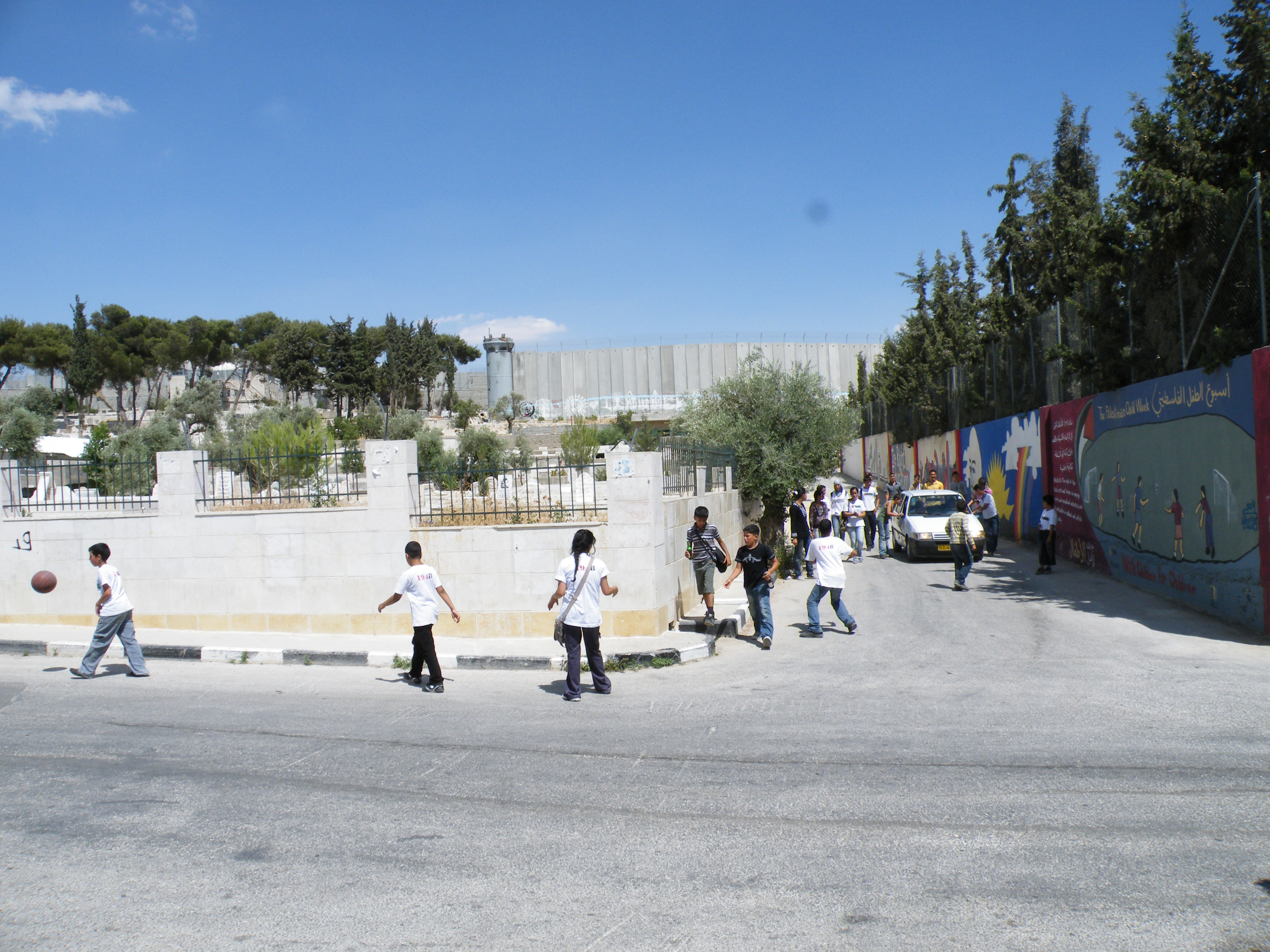
Nens tornant de l'escola al camp d'Aida, amb el Mur de Cisjordània al fons.

El camp va patir dificultats especials durant la Segona Intifada, quan l'escola va patir greus danys i 29 habitatges van ser destruïts per incursions militars israelianes. Les Forces de Defensa d'Israel van posar el campament i les àrees circumdants sota toc de queda, van fer arrests i fins i tot va demolir les parets entre les cases per tal d'evitar les sortides del campament. En una d'aquestes maniobres, el resident del camp Huda Hawaja va ser mortalment ferit quan soldats israelians van enderrocar les seves portes, i va morir després d'haver retardat la crida d'una ambulància a causa de la presència militar. L'incident va ser documentat per periodistes embarcats i es va emetre al Canal 2, el que va donar lloc a una protesta pública i de girar l'esquena de l'exèrcit israelià contra la premsa.
El papa Benet XVI va visitar el camp de refugiats durant la seva visita a Jordània, Israel i territoris palestins durant la peregrinació per l'Orient Mitjà al maig de 2009. Va dir que els refugiats vivien en "condicions precàries i difícils" i que " és tràgic veure parets encara erigides".
El 29 d'octubre de 2015, al capvespre, un vídeo filmat al seu iPhone per un resident del campament de refugiats d'Aida, Yazan Ikhlayel (17), va capturar una adreça de megafonia feta d'un vehicle militar israelià durant una incursió al campament. El discurs advertia als residents que, si no desistien del llançament de pedra, serien gassejats fins a la mort, nens, joves i ancians. Referint-se potser a l'arrest de Qassan Abu Aker, el parlant va afegir que un dels detinguts seria assassinat si veien que els veïns no aturaven els llançaments. La Policia de Fronteres va suspendre immediatament l'oficial sospitós de l'incident, i va revisar la seva continuació del seu servei a la força.

## Avui
El camp d'Aida és adjacent a la Tomba de Raquel, emmurallada de Jerusalem pel Mur de Cisjordània i contigu a l'assentament israelià de Gilo. El campament de refugiats d'Aida és adjacent a un nou hotel de quatre estrelles, l'Intercontinental, a la carretera Jerusalem-Hebron. A la porta d'entrada del camp es representa una enorme "clau de retorn palestina", i a la barrera de separació s'ha pintat un graffiti amb les paraules Gernika 1936 - Palestina 1948. El campament conté dues escoles i no hi ha clíniques de salut, encara que l'UNRWA ha proporcionat assistència als metges i fisioterapeutes per proporcionar assistència mèdica al camp. L'accés a l'aigua sovint es veu interromput per als residents d'Aida, i el clavegueram és escàs. La taxa d'atur a Aida és del 43%.
A Aida hi ha el Centre Cultural i d'Entrenament Teatral Al Rowwad i el Lajee Youth Center, ambdues practiquen formes de resistència culturals i creatives. Els refugiats del camp d'Aida han practicat una oposició predominantment no violenta a l'ocupació israeliana. La situació dels joves en el camp d'Aida es va fer pública a Flying Home, un llibre infantil il·lustrat elaborat per Lajee el 2009.